# Харакири
 Тази статия е за ритуала.  За филма вижте Харакири (филм).  
Харакири или сепуку (на японски: 切腹, на японски звучи по-скоро като „сеппуку“, букв. „разрязване на корема“) е японско ритуално самоубийство. „Харакири“ е по-популярната дума от разговорния език, „сепуку“ – по-типичната за самурайската лексика, но и двете значат едно и също. Смисълът на харакирито е да запази честта на самоубиеца.

## Етимология
Терминът „сепуку“ идва от двата сино-японски корена сецу 切 („разрязвам“ от среднокитайски tset) и пуку 腹 („корем“ от среднокитайски pjuwk). Терминът „харакири“ (腹切り), който е по-известен за хората извън Япония, се изписва със същите канджи, както и сепуку, но в обратен ред с окуригана.
„Харакири“ четенето на йероглифите, съставящи понятието, е плод на незнанието в тази област на посетилите Япония чужденци. С течение на времето кун йоми (японско четене) и на двата йероглифа се приема официално и от самите японци.

## Техника
Облечен в траурна одежда – бяла на цвят, самураят подготвя своя предсмъртен стих, в който обяснява какво е преживял и за какво съжалява. После разгърдва дрехата си и разкрива корема си. До изпълнителя на сепуку понякога има свидетели и „секундант“, кайшакунин, чиято роля е да го обезглави в нужния момент, за да прекрати мъките му. Острието е пречистено с вода и обвито в оризова хартия, тъй като кръвта се смята за нечиста. Смъртникът си прави прободна рана, след което – напречен разрез надясно. По желание острието може да се извади и да се забие отново, правейки втори разрез, този път надлъжен – от горе-надолу. Това е доста мъчителна и бавна смърт, която отнема часове (именно за да се избегне това е необходим секундантът).
Жените имат своя разновидност на харакирито, наречена джигай. Разрезът, който те правят, е в областта на гърлото. Преди церемонията завързват коленете си, за да бъде намерен трупът им в достойна позиция на тялото след предсмъртните конвулсии.

## Други
В наръчника за самураи „Хагакуре“ авторът Цунетомо споменава за различни видове сепуку, като цуйфуку и джунши. Всяко от тях е предизвикано от различни причини. Предателство на господаря към идеологията, предателство към господаря от подчинения, провал или грешка, които водят до безчестие на рода, на който служи самураят. В същата книга се разказват истории за различни мъже, извършили сепуку или участвали като секунданти.
Със сепуку си отиват от този свят писателите Емилио Салгари и Юкио Мишима.